# ディズニーシー・トランジットスチーマーライン
- 東京ディズニーシー
  - メディテレーニアンハーバー > ディズニーシー・トランジットスチーマーライン
  - アメリカンウォーターフロント > ディズニーシー・トランジットスチーマーライン
  - ロストリバーデルタ > ディズニーシー・トランジットスチーマーライン
  - 東京ディズニーシーのアトラクション > ディズニーシー・トランジットスチーマーライン

ディズニーシー・トランジットスチーマーラインは、東京ディズニーシーにあるアトラクションの一つ。

## 概要
| ディズニーシー・トランジットスチーマーライン DisneySea Transit Steamer Line | ディズニーシー・トランジットスチーマーライン DisneySea Transit Steamer Line | ディズニーシー・トランジットスチーマーライン DisneySea Transit Steamer Line | ディズニーシー・トランジットスチーマーライン DisneySea Transit Steamer Line |
| --------------------------------------------------------------------------- | --------------------------------------------------------------------------- | --------------------------------------------------------------------------- | --------------------------------------------------------------------------- |
| オープン日                                                                  | オープン日                                                                  | 2001年9月4日 (東京ディズニーシーと同時にオープン)                           | 2001年9月4日 (東京ディズニーシーと同時にオープン)                           |
| スポンサー                                                                  | スポンサー                                                                  | ENEOS                                                                       | ENEOS                                                                       |
| 所要時間                                                                    | 所要時間                                                                    | 航路による(本文参照)                                                        | 航路による(本文参照)                                                        |
| 定員                                                                        | 定員                                                                        | 49名                                                                        | 49名                                                                        |
| 利用制限                                                                    |                                                                             | なし                                                                        | なし                                                                        |
| ファストパス                                                                | ファストパス                                                                |                                                                             | 対象外                                                                      |
| シングルライダー                                                            | シングルライダー                                                            |                                                                             | 対象外                                                                      |

このアトラクションは、東京ディズニーシーの各所を結ぶ蒸気船のアトラクションである。メディテレーニアンハーバー、アメリカンウォーターフロント、ロストリバーデルタに乗り場があるが、それぞれ行き先が異なる。なお、このアトラクションでは船舶を使用するため国土交通省関東運輸局から「トランジットスチーマーライン航路」(1.6km・1km)として、13隻による「人の運送をする不定期航路事業」認可を取得している。
東京ディズニーシーの開園と同時に稼動しているため、メディテレーニアンハーバーの乗り場にはロストリバーデルタへ向かう人々（主に、「インディ・ジョーンズ・アドベンチャー：クリスタルスカルの魔宮」や「レイジングスピリッツ」のスタンバイ、もしくはファストパスの発券目的）が多く乗船する。
ポートディスカバリーのアトラクション「ストームライダー」の運営終了と「ニモ&フレンズ・シーライダー」のオープンに伴い、船内アナウンスの一部差し替えがあった。2018年4月15日には船内アナウンスが全面リニューアルされ、昼と夜との運営時間帯や、運航ルートによって異なる内容となった。なお、船内アナウンスは「マリーントランジットサービス」による無線放送という設定である。

## メディテレーニアンハーバー⇔ロストリバーデルタ
開園時間から夕方まで、メディテレーニアンハーバーの水上ショーの開催時間（準備・撤収時間を含む）を除き運行されている路線。
船内アナウンスは日中のみ「トミー・フィッシャー」という男性が担当する。夜間はBGMのみ。

### メディテレーニアンハーバー→ロストリバーデルタ
メディテレーニアンハーバー乗船場からロストリバーデルタ乗船場へ向かうコース。園内の水路を時計回りに進んでいく。
途中でアメリカンウォーターフロント、ポートディスカバリーを通過する。
所要時間は、約10分。

### ロストリバーデルタ→メディテレーニアンハーバー
ロストリバーデルタ乗船場からメディテレーニアンハーバー乗船場へ向かうコース。園内の水路を時計回りに進んでいく。
途中でアラビアンコースト、マーメイドラグーン、ミステリアスアイランドを通過する
所要時間は、約6分。

## 東京ディズニーシー一周
開園時間から終日、メディテレーニアンハーバーの水上ショーの開催時間（準備・撤収時間を含む）を除き運行されている路線。
開園時間から夕方まではアメリカンウォーターフロント乗船場（ケープコッドエリアにある）から出発し、水路を一周してまた同じ乗り場へ戻ってくるコース。主にメディテレーニアンハーバーとロストリバーデルタを結んでいるコースと同じルートを通る。2点間を結ぶコースはミステリアスアイランドを通過したあとはメディテレーニアンハーバーの乗り場へと向かうが、このコースではハーバーへ出たあとは右に曲がり、メディテレーニアンハーバーの乗り場へは向かわない。
夜の水上ショー終了後から閉園時間までは、メディテレーニアンハーバーを出発し、パークを一周する。
この時、同じ乗り場からロストリバーデルタ行きも出発し、交互出発となる。
ロストリバーデルタの乗り場では、TDS開業当初は乗船レーンを通過していたが改修され、乗船レーンの隣にある通過レーンを通る。同じ場所に戻ってくるため移動手段としては利用できない。
船内アナウンス担当は終日「ケリー・クルーズ」という女性が担当する。
所要時間は、約13分。

## アメリカンウォーターフロント⇔ロストリバーデルタ (臨時航路)
ビリーヴ！～シー・オブ・ドリームス～などメディテレーニアンハーバーを使った水上ショーが開催される場合に、限定的に運行されている路線。
変則運行のため、3艇の船を連続で運行させ、航路は一方通行となるように工夫している。そのため、20分間隔での運行となる。臨時運行時のスタンバイは空いていても20分待ちとなる。

### アメリカンウォーターフロント→ロストリバーデルタ
アメリカンウォーターフロント乗船場から出発し、ロストリバーデルタ乗船場へ向かうコース。園内の水路を時計回りに進んでいく。
所要時間は、約10分。

### ロストリバーデルタ→アメリカンウォーターフロント
ロストリバーデルタドックを出発した後、アラビアンコーストまでいったあと、超信地旋回のようにその場で旋回してアメリカンウォーターフロント乗船場まで逆走する。ケープコッドの乗り場の横でまた旋回し、ケープコッドドックに到着する。
所要時間は、約13分。

## Trivia
各ボートは法律上は小型船舶に該当するため、本来ならば船体には船舶番号の表示等が義務付けられているのだが、「登録対象外の船舶」として「（8）告示で定められた以下の水域のみを航行する船舶」に「東京ディズニーランド内の人工池」、「東京ディズニーシー内の人工池及び人工水路」が明示してあるため、登録対象外となっている。
ボートの船名
船舶は開園当初は13隻あったが、2025年現在は11隻。赤・黄色・緑・水色・青の5色の色が塗られている。
ボートには歴史上の探検家や航海家の名前がつけられている。
赤色
- PONCE DE LEON（フアン・ポンセ・デ・レオン）
- NELLIE BLY（ネリー・ブライ）※廃船
- FRANCIS DRAKE（フランシス・ドレーク）

黄色
- MARCO POLO（マルコ・ポーロ）
- MOLLY BROWN（モリー・ブラウン）

緑色
- HENRY HUDSON（ヘンリー・ハドソン）
- JOHN SMITH（ジョン・スミス）
- SEBASTIAN CABOT（セバスチャン・カボット）

水色
- JACQUES CARTIER（ジャック・カルティエ）※廃船
- ADMIRAL PEARY（アドミラル・ピアリ）
- LEIF ERICKSON（レイフ・エリクソン）

青色
- CAPTAIN COOK（キャプテン・クック）
- AMERIGO VESPUCCI（アメリゴ・ヴェスプッチ）

モリー・ブラウンのみ、探検家や航海家ではない。映画『タイタニック』にも登場した、タイタニック号に乗船しており、英雄的な活躍をし、生還した女性である。
- AMERIGO VESPUCCI号は、開園当初はミート&スマイルで使われ、ミッキーとその仲間たちを乗せてリドアイルまで運んでいた。ショーに使われたため、他のスチーマーラインとは異なる外観であった。しかし、東京ディズニーシー開園5周年のミート&スマイルからは別の船に変わったため、ゲストを乗せての運行に復帰した。
- 2002年、メディテレーニアンハーバーで行われた開園1周年をお祝いするイベント。ファーストアニバーサリーセレブレーションにてミッキーや仲間たちを乗せて、レギュラーショーのミート&スマイル同様にリドアイルまで運んでいた。外観はこのショー専用のものである。
- その後、チップとデールのクールサービスというショーが始まり、それに合わせAMERIGO VESPUUCI号がこのショーのために使用された。このショーではゲストに向かって大量の水をまく。そのため、船自体が改造され、ショーを行いながら水をくみ上げ、浄化して水をまく装置をくみこんだ。そのため、通常のスチーマーラインとは内装が異なり、客席が外され、タンクが船内に設置された。また、船の先端にはチップとデールが立ち、ゲストに水をまくスペースも確保された。この船は7月から8月にかけて、このショーのために使用される。イベントの開催されない期間は客席が戻され、通常の運行に復帰していた。
- 2011年夏、サマーオアシス・スプラッシュというウォータープログラムにより、AMERIGO VESPUUCI号とMARCO POLO号がショーのため使用されているため、ゲストを乗せる通常運行からはずれている。AMERIGO VESPUUCI号はミッキーマウスとドナルドダック、MARCO POLO号にはチップとデールが乗船していた。
- 2011年9月4日からスタートしたBe Magical!というショーでは13隻存在する蒸気船から2隻がショーの船として使用される。側面に10周年を表す10のマークのプレートをはめたもので、どの蒸気船でも対応できる。そのため、ショーに使用される蒸気船は特別な改造は施されていない。
- 2012年4月3日〜6月30日まで開催のイベント、ミッキーとダッフィーのスプリングヴォヤッジでは、側面にイベントのロゴが描かれたプレートがはめられている。うち1隻はメディテレーニアンハーバーのリドアイルで行われるミニショー「リドアイル・ウェルカム・トゥ・スプリング」で、ミッキー達が登場と退場の際に乗船している。
- 2018年1月11日から同年3月19日の間と、2019年1月11日から同年3月25日の間で、ピクサー・プレイタイムが開催された。その内の一つのショー「ピクサー・パルズ・スチーマー」にて、MARCO POLO号にはトイ・ストーリーシリーズのキャラクターが、AMERIGO VESPUUCI号にはモンスターズ・インクのキャラクターが乗船し、メディテレーニアンハーバーからパークの水路を一周していた。

東京ディズニーシーで動くすべての船が本物の船舶を使用している。ディズニーシー・トランジットスチーマーラインも、アトラクションキャストが操船している。上記記載のアメリカンウォーターフロント・ロストリバーデルタ間の臨時運行ができるのもこのためである。実際に、メディテレーニアンハーバーの水上ショーの準備時間帯にアメリカンウォーターフロントのドックの左側（コロンビア号がある側）に停船させている光景がみられる。
ディズニーシー5周年の9月4日、パーク5周年にちなんで赤・黄・緑・水色・青の5隻の蒸気船がメディテレーニアンハーバーに並ぶ光景が見られた。また、10周年の9月4日には3隻の蒸気船がハーバーの真ん中に停船し、開園時間と同時に汽笛を鳴らし、パークオープンを知らせた。
なお、東京ディズニーランドのウエスタンリバー鉄道（WRRR）同様蒸気機関を用いながら燃料は石炭ではない。ただしウエスタンリバー鉄道は灯油（以前は重油）なのに対しトランジットスチーマーラインはCNGを燃料としている。